# Исландский проект глубокого бурения
Исла́ндский прое́кт глубо́кого буре́ния (англ. Iceland Deep Drilling Project, IDDP) — проект, целью которого является создание и освоение технологий извлечения геотермальной энергии из глубоких скважин, в которых геотермальный флюид находится в сверхкритическом состоянии. Проект был начат в 2000 году консорциумом исландских энергетических компаний: Hitaveita Suðurnesja, Landsvirkjun, Orkuveita Reykjavíkur и Orkustofnun. В 2001 году была создана международная группа советников SAGA (Science Applications Group of Advisors), осуществляющая научную и инженерную поддержку проекта. В ней принимают участие специалисты из 12 стран, в том числе из США, Канады, Исландии, Германии, Франции, Италии, России, Новой Зеландии и Японии.

## Цели проекта
Основной целью проекта является разработка технологий получения энергии из глубоких гидротермальных резервуаров, в которых вода находится в сверхкритическом состоянии. По сравнению с обычной жидкостью, сверхкритический флюид имеет значительно меньшую вязкость и плотность. Благодаря этому, скорость циркуляции сверхкритического теплоносителя может быть значительно выше. По оценкам, мощность такой системы будет в 10 раз больше, чем мощность обычной системы: энергия, извлекаемая из типичной для Исландии скважины глубиной 2,5 км, позволяет получать электрическую мощность порядка 5 МВт, тогда как скважина, достигшая резервуара со сверхкритическими условиями (температурой 430—450 °C и давлением 23—26 МПа), давала бы 50 МВт при том же самом объёмном расходе теплоносителя.
Однако, типичные высокотемпературные геотермальные скважины дают пароводяную смесь с температурой 200—320 °C, тогда как для чистой воды критическая точка достигается при температуре 374,15 °C и давлении 22,21 МПа. Если же в воде присутствуют растворённые соли, то для перехода в надкритическое состояние требуются ещё более высокие температуры и давления. Для морской воды, которая является источником геотермальных вод Исландии, критическая точка соответствует температуре 406 °C и давлению 29,8 МПа.
Исландия расположена на Срединно-Атлантическом хребте. Этим обусловлен её высокий геотермальный потенциал: высоких температур здесь можно достичь на значительно меньших глубинах, чем в большинстве мест Земли. Помимо энергетики, это также представляет значительный интерес для геологии, поскольку позволяет исследовать ряд процессов, таких, как взаимодействие морской воды с базальтовыми породами, её циркуляцию в гидротермальных источниках и других. Эти исследования помогут найти ответы на множество вопросов, начиная от тектоники литосферных плит и химического состава Мирового океана, и заканчивая зарождением жизни.

## IDDP-1

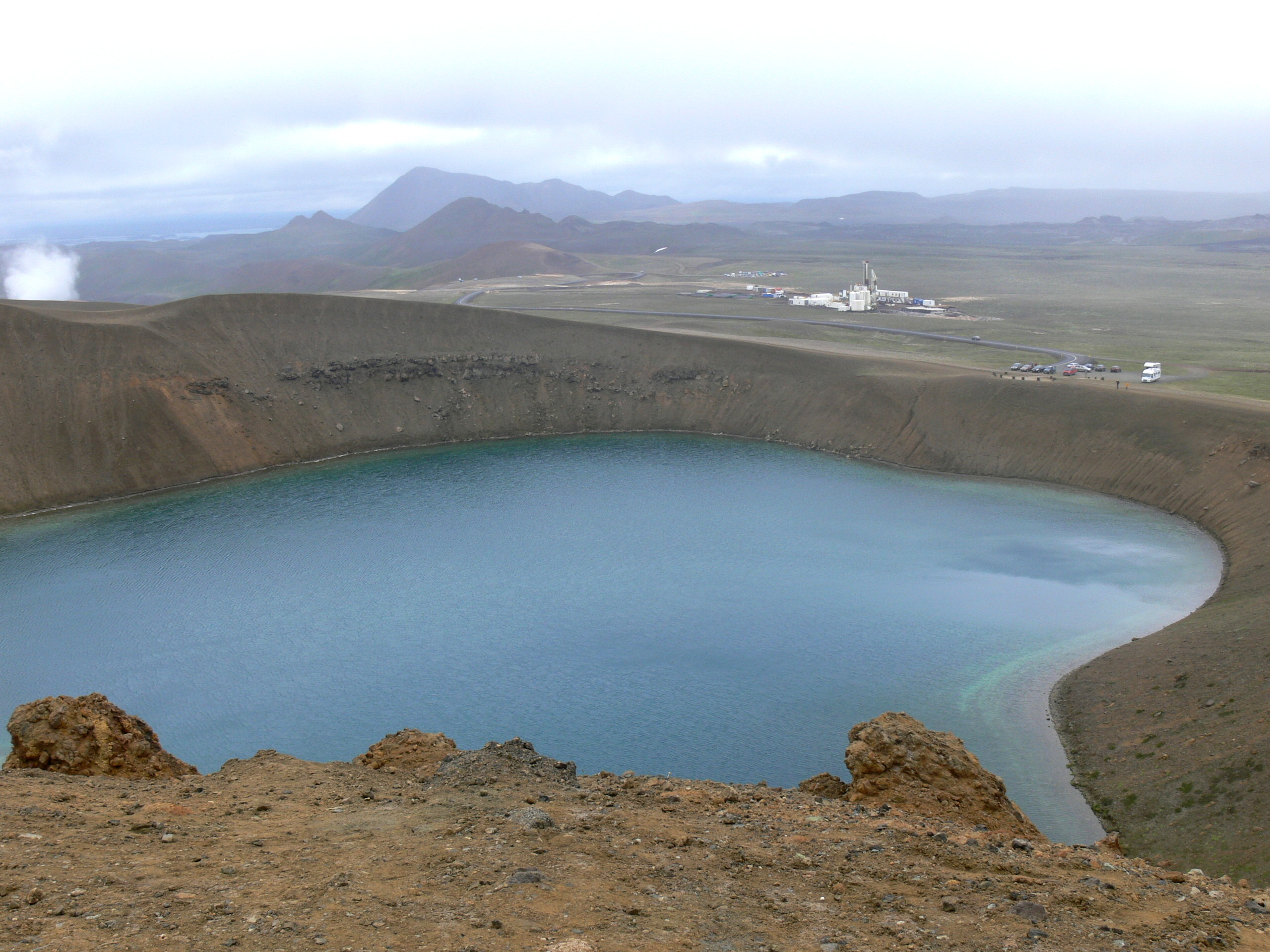
Станция IDDP-1 возле вулканического озера Вити

В 2006 году было начато бурение скважины IDDP-1 в вулканической зоне Крабла. По оценкам, сверхкритических условий здесь можно было достичь на глубине 4 км. Однако, в 2009 году, уже на глубине 2,1 км скважина достигла риолитовой магмы с температурой 900 °C, в связи с чем дальнейшее бурение было невозможно. Это вторая в мире скважина, достигшая магмы: первая была пробурена в 2007 году на Гавайях.
Несмотря на то, что достичь резервуара с надкритическим флюидом не удалось, было решено провести испытания. Контактирующее с магмой дно скважины было частично зацементировано с установкой шлицевого вкладыша. Скважина оказалась очень продуктивной: в течение 2 лет из неё поступал перегретый пар с температурой до 450 °C и давлением от 40 до 140 бар, что могло бы позволить генерировать электроэнергию с мощностью 36 МВт.
После данного теста, наземное оборудование станции нуждалось в восстановлении по причине коррозии. Закрыть скважину не удалось из-за отказа задвижек, попытка её охладить привела к обрушению обсадной колонны, в связи с чем скважина была заброшена.
В 2014 году, на основе проекта IDDP-1, был начат проект по созданию международной магматической обсерватории — KMT (Krafla Magma Testbed).

## IDDP-2

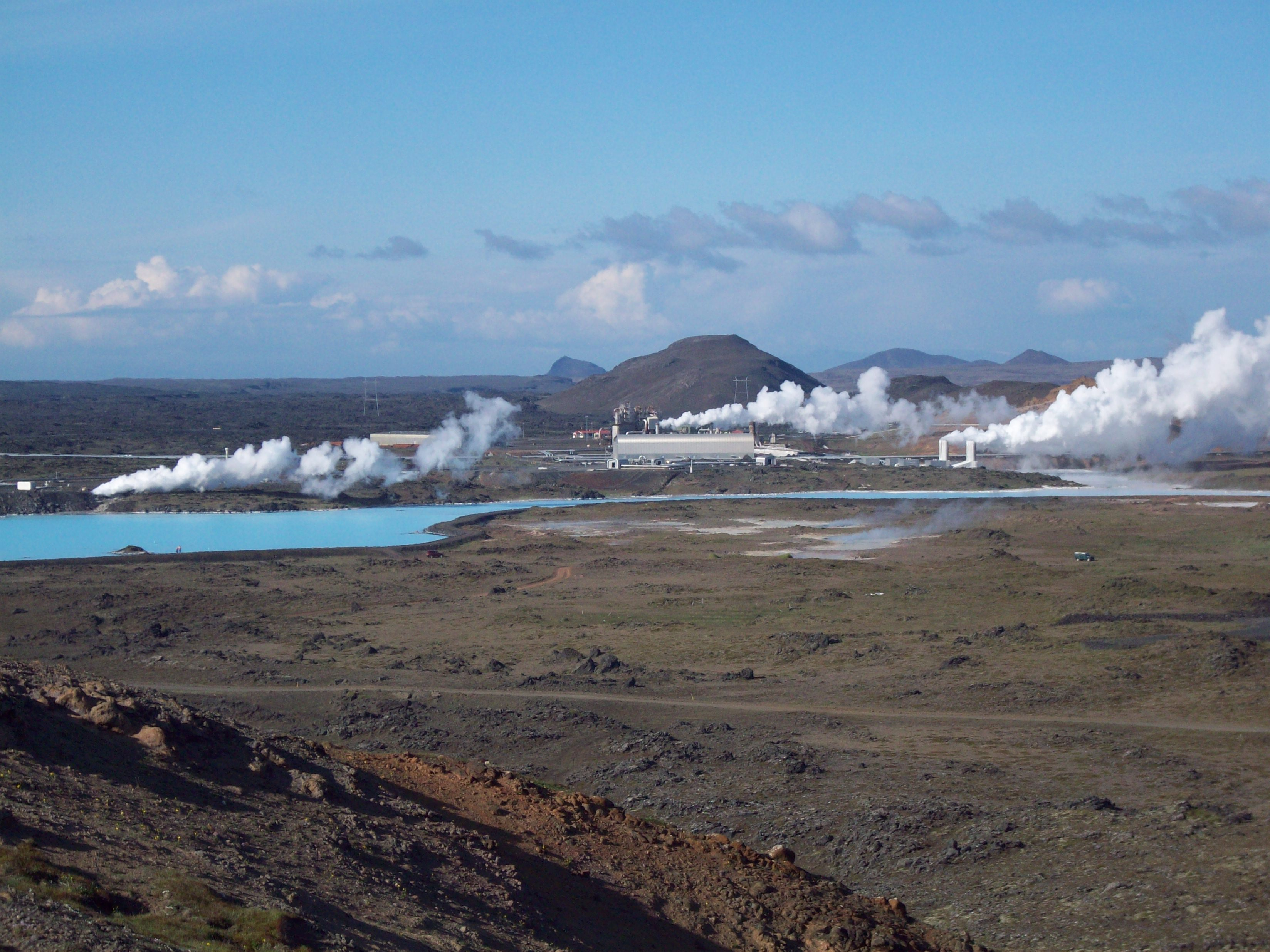
Геотермальное поле в Рейкьянесе

Бурение скважины IDDP-2 было начато в августе 2016 года путём углубления существующей скважины RN-15 на полуострове Рейкьянес. В январе 2017 была достигнута глубина 4659 м. Основную проблему при бурении представляли зоны с высокой проницаемостью, расположенные на глубинах ниже 3 км, из-за чего имела место полная потеря циркуляции бурового раствора.
IDDP-2 стала первой в мире скважиной, достигшей гидротермального резервуара со сверхкритическими условиями. Температура на дне скважины достигала 426 °C, давление — 34 МПа.
В 2017—2018 годах осуществлялось стимулирование скважины. В ходе него было обнаружено повреждение обсадной колонны на глубине 2,3—2,4 км, которое привело к утечкам флюида. Однако, утечки были незначительны, и было принято решение приступить к испытаниям. Испытания скважины начались в декабре 2019 года.